# Carlos Labrín
Carlos Alfredo Labrín Candia (Mulchén, 2 dicembre 1990) è un calciatore cileno, difensore dell'Audax Italiano.

## Biografia
È sposato e ha un figlio.

## Caratteristiche tecniche
È in grado di giocare sia al centro della difesa che negli esterni destro e sinistro. Fisicamente è esplosivo, veloce e aggressivo.

## Carriera

### Club
Cresciuto nell'Huachipato, è stato inserito in prima squadra nel 2008, sotto la guida dell'allenatore Fernando Vergara. Ha esordito in prima squadra nella partita contro il La Serena, giocata nel settembre del 2008 e finita 4-1 per la sua squadra; la rete degli avversari è un autogol di Labrín.
Dopo 95 partite con l'Huachipato, il 1º settembre 2011 la società italiana del Palermo annuncia il suo acquisto a partire da gennaio 2012, per la cifra di 1,349 milioni di euro. Contestualmente il giocatore, dopo aver svolto una parte di ritiro estivo con il Palermo, si è aggregato al Novara, ricevendo la sua prima convocazione da parte del mister Attilio Tesser il 19 novembre. Debutta in maglia azzurra il 29 novembre nella partita del quarto turno di Coppa Italia vinta in trasferta per 3-2 sul Catania, giocando titolare. Esordisce nel campionato italiano il 10 dicembre nella partita pareggiata per 1-1 in casa contro il Napoli e valida per la quindicesima giornata, subentrando a Carlalberto Ludi al 54'.
Il 10 gennaio 2012, come da accordi presi precedentemente, torna al Palermo firmando un contratto fino al 2016. Esordisce in maglia rosanero il 21 gennaio seguente, scendendo in campo con la formazione Primavera nella partita vinta per 1-0 contro il Pescara e valida per la 15ª giornata di campionato.
L'esordio sia con la prima squadra che in Serie A arriva il 18 marzo 2012 nella partita pareggiata per 1-1 sul campo del Lecce alla 28ª giornata di campionato, giocando titolare. Chiude la stagione con 9 presenze in rosanero, tutte da titolare.
Nella stagione 2012-2013 gioca la prima partita in Bologna-Palermo (3-0) della 13ª giornata disputata il 18 novembre 2012, entrando in campo al 63' al posto di Franco Brienza e venendo espulso all'82'; la prima partita da titolare (e l'ultima in rosanero) la disputa invece il 27 novembre seguente, in Palermo-Hellas Verona (1-2) del quarto turno di Coppa Italia.
Il 22 gennaio 2013 passa in prestito (fino al mese di dicembre) con diritto di riscatto all'Huachipato, squadra che lo ha lanciato e fresca vincitrice del Clausura 2012, che le garantisce la possibilità di disputare la Coppa Libertadores 2013, nella quale Labrín colleziona 5 presenze; chiude l'annata anche con 9 presenze in campionato.
Rientrato al Palermo per fine prestito e non convocato per il ritiro estivo, il 15 luglio 2014 viene ceduto a titolo definito ai cileni del San Marcos de Arica.

### Nazionale
Ha giocato il campionato sudamericano Under-17 del 2007 valido per la qualificazione al Mondiale Under-17 dello stesso anno.
Tre anni dopo è stato convocato per campionato sudamericano Under-20 del 2009 valido per la qualificazione al Mondiale Under-20 dello stesso anno, in cui ha disputato - da capitano - 4 partite. La sua squadra è stata eliminata dopo la sconfitta per 2-1 contro il Paraguay.
In seguito ha disputato e vinto il Torneo di Tolone 2009 in finale contro la Francia, risultando il miglior giovane del torneo.
Esordisce in Nazionale maggiore il 6 maggio 2010, sotto la guida tecnica di Marcelo Bielsa, nell'amichevole vinta per 2-0 sul Trinidad e Tobago, giocando titolare e uscendo all'inizio del secondo tempo lasciando il campo a Kevin Harbottle.
Torna in Nazionale sotto la guida di Claudio Borghi, che il 20 luglio 2012 lo convoca in vista dell'amichevole contro l'Ecuador del 15 agosto.

## Statistiche

### Presenze e reti nei club
Statistiche aggiornate al 23 maggio 2013.
| Stagione          | Squadra           | Campionato        | Campionato | Campionato | Coppe nazionali | Coppe nazionali | Coppe nazionali | Coppe continentali | Coppe continentali | Coppe continentali | Altre coppe | Altre coppe | Altre coppe | Totale | Totale |
| Stagione          | Squadra           | Comp              | Pres       | Reti       | Comp            | Pres            | Reti            | Comp               | Pres               | Reti               | Comp        | Pres        | Reti        | Pres   | Reti   |
| ----------------- | ----------------- | ----------------- | ---------- | ---------- | --------------- | --------------- | --------------- | ------------------ | ------------------ | ------------------ | ----------- | ----------- | ----------- | ------ | ------ |
| 2008              | Huachipato        | PD                | 33         | 0          | -               | -               | -               | -                  | -                  | -                  | -           | -           | -           | 33     | 0      |
| 2009              | Huachipato        | PD                | 23         | 0          | -               | -               | -               | -                  | -                  | -                  | -           | -           | -           | 23     | 0      |
| 2010              | Huachipato        | PD                | 25         | 0          | -               | -               | -               | -                  | -                  | -                  | -           | -           | -           | 25     | 0      |
| 2011              | Huachipato        | PD                | 14         | 0          | -               | -               | -               | -                  | -                  | -                  | -           | -           | -           | 14     | 0      |
| 2011-gen. 2012    | Novara            | A                 | 1          | 0          | CI              | 1               | 0               |                    | -                  | -                  |             | -           | -           | 2      | 0      |
| gen.-giu. 2012    | Palermo           | A                 | 9          | 0          | CI              | -               | -               | UEL                | -                  | -                  | -           | -           | -           | 9      | 0      |
| 2012-gen. 2013    | Palermo           | A                 | 1          | 0          | CI              | 1               | 0               | -                  | -                  | -                  | -           | -           | -           | 2      | 0      |
| Totale Palermo    | Totale Palermo    | Totale Palermo    | 10         | 0          |                 | 1               | 0               |                    | -                  | -                  |             | -           | -           | 11     | 0      |
| 2013              | Huachipato        | PD                | 14         | 0          | CC              | 0               | 0               | CL                 | 5                  | 0                  | -           | -           | -           | 19     | 0      |
| 2013-2014         | Huachipato        | PD                | 15         | 0          | CC              | 3               | 0               | CL                 | 19                 | 0                  | -           | -           | -           | 18     | 0      |
| Totale Huachipato | Totale Huachipato | Totale Huachipato | 124        | 0          |                 | 3               | 0               |                    | 5                  | -                  |             | -           | -           | 132    | 0      |
| Totale carriera   | Totale carriera   | Totale carriera   | 135        | 0          |                 | 5               | 0               |                    | 5                  | -                  |             | -           | -           | 145    | 0      |

### Cronologia presenze e reti in Nazionale
| Cronologia completa delle presenze e delle reti in nazionale ― Cile | Cronologia completa delle presenze e delle reti in nazionale ― Cile | Cronologia completa delle presenze e delle reti in nazionale ― Cile | Cronologia completa delle presenze e delle reti in nazionale ― Cile | Cronologia completa delle presenze e delle reti in nazionale ― Cile | Cronologia completa delle presenze e delle reti in nazionale ― Cile | Cronologia completa delle presenze e delle reti in nazionale ― Cile | Cronologia completa delle presenze e delle reti in nazionale ― Cile |
| Data                                                                | Città                                                               | In casa                                                             | Risultato                                                           | Ospiti                                                              | Competizione                                                        | Reti                                                                | Note                                                                |
| ------------------------------------------------------------------- | ------------------------------------------------------------------- | ------------------------------------------------------------------- | ------------------------------------------------------------------- | ------------------------------------------------------------------- | ------------------------------------------------------------------- | ------------------------------------------------------------------- | ------------------------------------------------------------------- |
| 6-5-2010                                                            | Iquique                                                             | Cile                                                                | 2 – 0                                                               | Trinidad e Tobago                                                   | Amichevole                                                          | -                                                                   |                                                                     |
| 7-9-2010                                                            | Kiev                                                                | Ucraina                                                             | 2 – 1                                                               | Cile                                                                | Amichevole                                                          | -                                                                   |                                                                     |
| 16-8-2012                                                           | New York                                                            | Ecuador                                                             | 3 – 0                                                               | Cile                                                                | Amichevole                                                          | -                                                                   |                                                                     |
| Totale                                                              |                                                                     | Presenze                                                            | 3                                                                   |                                                                     | Reti                                                                | 0                                                                   |                                                                     |

## Palmarès

### Nazionale
- Torneo di Tolone: 1

2009